# だんご汁
だんご汁は、大分県の郷土料理である。県内各地で食される。なお、福岡県、佐賀県、長崎県、熊本県、宮崎県にも「だご汁」と呼ばれる郷土料理があるが、本記事では大分県の「だんご汁」を主に扱う。

## 概要
小麦粉で作った平たい麺（だんご）を味噌（または醤油）仕立ての汁に入れたものである。汁にはゴボウ、ニンジン、シメジ、豚肉などが入り豚汁に似ている。味付けは麦味噌を使い、ダシにはいりこが用いられる。
この「だんご」は小麦粉を塩水で練り耳たぶほどの固さになったものを一旦寝かせ、それから生地を親指大にちぎって一つ一つ手延べし平麺状の形にしたものである。手延べする事で歯ごたえがよくなり、汁も絡みやすくなるという。地域によっては麺状ではなく、ちぎった生地を引き延ばした文字通りだんご状のものを用いるところもある。
大分地方では平地が少なく、古くは米が思うように取れず、麦の栽培のほうが盛んであった。そこで、数々の麦を使った料理や加工品が作られてきた。その中でだんご汁は平民食であり、ハレとケで言えばケの日に食べられるものであり、麺類ではあるがすいとんに近い食べ物である。
なお、この麺状の「だんご」にきな粉と砂糖をまぶすと「やせうま」という大分県の郷土料理になる。やせうまは県内で広く食されており、涅槃会やお盆、七夕などのお供え物としても用いられる。